# Christian Friedrich Tieck
Christian Friedrich Tieck (znany również jako Fryderyk Abrahan Tieck, ur. 14 sierpnia 1776 w Berlinie, zm. 12 maja lub 24 maja 1851 w Berlinie) – niemiecki rzeźbiarz i malarz reprezentujący neoklasycyzm i romantyzm.
Był uczniem i współpracownikiem Johanna Gottfrieda Schadowa. W 1819 roku wraz z Christianem Danielem Rauchem otworzył pracownię w Berlinie. Tieck zaprojektował dekoracje rzeźbiarskie na Starym Muzeum i Konzerthaus Berlin oraz popiersie Wilhelma Heinricha Wackenrodra. W 1822 roku stworzył marmurowy relief na pomniku nagrobnym generała Gerharda von Scharnhorsta w Cmentarzu Inwalidów w Berlinie.
Jednym z bardziej jego znanych dzieł jest pomnik Mikołaja Kopernika w Toruniu. Prace nad pomnikiem Mikołaja Kopernika Tieck rozpoczął na początku lat 40., jednak w wyniku konfliktu pomiędzy rzeźbiarzem a stowarzyszeniem Coppernicus-Verein für Wissenschaft und Kunst (będącej fundatorem pomnika) prace nad projektem zakończył w 1846 roku. Pomnik astronoma odsłonięto 25 października 1853 roku, po śmierci Tiecka.
Jego starszy brat Ludwig był poetą, dramaturgiem i krytykiem literackim.